# Patrician II: Quest for Power
Patrician II: Quest for Power (Patrizier 2: Geld und Macht) est un jeu vidéo de simulation économique développé par Ascaron et édité par Strategy First, sorti en 2000 sur Windows.